# Althepus qiqiu
Althepus qiqiu is een spinnensoort uit de familie Psilodercidae. De wetenschappelijke naam van de soort werd voor het eerst geldig gepubliceerd in 2017 door Li en Li.